# Ејстурој
Ејстурој (ферј. Eysturoy, дан. Østerø) што значи „Источно острво“, је друго по величини острво на Ферјарских острва величине 286,3 km². На острву живи 10.586 становника. Острво је веома брдовито са 66 посебних планинских врхова, укључујући и Слетаратиндур (882m), највећи врх архипелага. Највећи град је Фуглафјердур са 1562 становника.
Ејстурој је повезан са острвом Стрејмој са мостом преко морског пролаза. Овај име надинак као једини мост преко Атлантика (исто тврде и становници Шкотског села Сил). Упркос мосту, до неких села се брже дође са трајектом од Торсхавна него преко моста. Лервик на источној обали је лучко средиште за североисточни део земље, повезујући град Клаксвик на Бордој острву, који је други по величини град на Ферјарским острвима.

## Насеља
На острву Ејстурој налазе 38 насеља:
- Ејиди (Eiði)
- Елдувик (Elduvík)
- Фуглагјердур
- Фунингсфјердур
- Фунингур (Funningur)
- Гјогв (Gjógv)
- Гливрар (Glyvrar)
- Гетуејиди (Gøtueiði)
- Гетугјогв (Gøtugjógv)
- Хелур (Hellur)
- Инан Гливур (Innan Glyvur)
- Колбанаргјогв (Kolbanargjógv)
- Ламбарејиди (Lambareiði)
- Ламби (Lambi)
- Лејрвик (Leirvík)
- Лјоса (Ljósá)
- Морскранес (Morskranes)
- Нес
- Нордрагета (Norðragøta)
- Нордскали (Norðskáli)
- Ојндарфјердур
- Ојрарбаки (Oyrarbakki)
- Ојри
- Ритувик (Rituvík)
- Рунавик (Runavík)
- Салтангара (Saltangará)
- Салнтес (Saltnes)
- Селатрад (Selatrað)
- Скалаботнур (Skálabotnur)
- Скали (Skáli)
- Скипанес (Skipanes)
- Стрендур (Strendur)
- Свинајр (Svínáir)
- Сидругета (Syðrugøta)
- Селдарфјердур
- Тофтир (Toftir)
- Ундир Гетуејди (Undir Gøtueiði)
- Едувик (Æðuvík)

## Галерија
- Гјогв
- Келингин